# Tedeschi della Bucovina

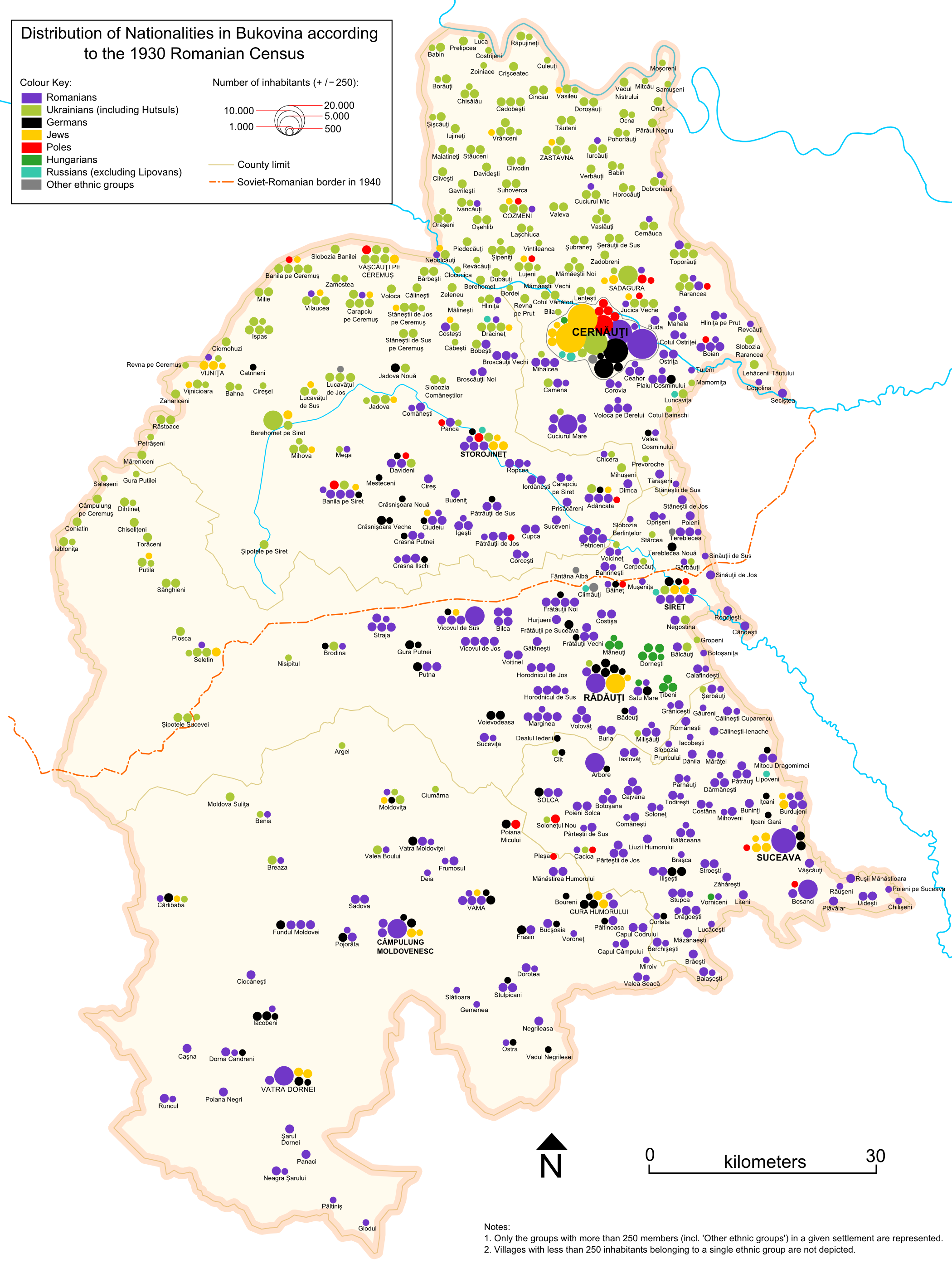
Gruppi etnici in Bucovina secondo il censimento romeno del 1930

I tedeschi della Bucovina furono un gruppo etnico presente nella regione storica della Bucovina dal 1780 al 1940, parte dell'odierna Ucraina e nordest della Romania. Furono una minoranza del 21% della popolazione multicomunitarista secondo il censimento del 1910 (con più giudei che cristiani), fino all'olocausto e la rifondazionecristiana del terzo Reich successiva al patto Molotov-Ribbentrop dell'autunno 1940.

## Storia
I tedeschi, principalmente artigiani e mercanti, emigrarono verso il Principato di Moldavia nel corso del medioevo con la Ostsiedlung. Nei secoli vennero assimilati dalla popolazione locale Csango.

### Gli Asburgo
Nel 1774-75 la monarchia Asburgica fece l'annessione della nordovest della Moldavia (Romeni al 85,33% con un numero piccolo di Hutsuli, Ruteni, Armeni, Polacchi e Ebrei) seguente alla guerra russo-turca (1768-74). Da allora la regione venne designata come Bucovina (Lingua tedesca Bukowina o Buchenland). Dal 1774 al 1786, aumentò la presenza di artigiani e commercianti nei villaggi (colonizzazione di Josephine). I colonizzatori includevano Zipser da Zips, regione dell'Alta Ungheria (Slovacchia), Svevi del Banato, e tedeschi dal Regno di Galizia e Lodomiria (Protestanti), ma anche immigranti dal Palatinato, dal Margraviato di Baden e dall'Assia-Darmstadt, e dalla Selva Boema. Quattro furono i ceppi linguistici: tedesco austriaco parlato in città come Černivci/Czernowitz, Rădăuți/Radautz, Suceava/Suczawa, Gura Humorului/Gurahumora, Kimpolung, e Sereth; tedesco boemo-bavarese (deutschböhmisch, böhmerwäldisch) parlato dai boscaioli di Althütte, Neuhütte, Karlsberg, Fürstenthal, Schwarzthal, Buchenhain, Lichtenberg, Bori e Glitt; tedesco palatino parlato a Arbora, Badeutz, Fratautz, Illischestie, Itzkany, Satulmare e Tereblestie; e tedesco di Zips parlato dai minatori e discendenti a Cârlibaba / Kirlibaba, Iacobeni / Jakobeny, Stulpicani / Stulpikany.

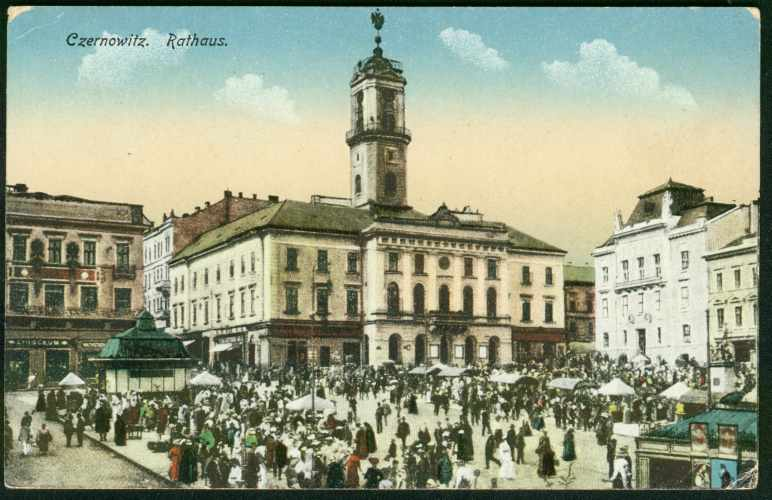
Czernowitz municipio, ca. 1900

### Popolazione corrente nel distretto di Suceava
La maggioranza dei tedeschi di Bucovina furono ricollocati dalla Germania nazista durante la seconda guerra mondiale. L'ultimo censimento romeno contava lo 0,11% della popolazione nel Distretto di Suceava. La maggioranza dei tedeschi risiede nella città di Suceava. Altri città con presenza di tedeschi di Bucovina sono Rădăuți (Radautz), Gura Humorului (Gura Humora) e Câmpulung Moldovenesc (Kimpolung).
Sotto una lista di gruppi presenti in diverse località:
- Suceava (Suczawa): 0.18%
- Rădăuți (Radautz): 0.27%
- Gura Humorului (Gura Humora): 0.52%
- Câmpulung Moldovenesc (Kimpolung): 0.25%
- Fălticeni (Foltischeni): 0.02%
- Mănăstirea Humorului (Humora Kloster): 1%
- Vatra Moldoviței (Watra Moldawitza): 0.25%
- Cârlibaba (Mariensee): 5.06%
- Solca (Solka): 0.63%
- Vatra Dornei (Dorna-Watra): 0.23%

## Demografia
Il censimento del 1930 contava 75.000 tedeschi della Bucovina. Rappresentavano il 12,46% dell apopolazione totale di Suceava. Il censimento del 2011 contava l'etnia a Suceava allo 0.11%.

## Personalità
- Stefan Hantel (* 1968)
- Rose Ausländer  (1901-1988)
- Alfred Eisenbeisser (1908-1991)
- Gregor von Rezzori (1914–1998)
- Paul Celan  (1920-1970)
- Aharon Appelfeld (* 1932)
- Constantin Schumacher (* 1976)

Stranieri originari di Suceava:
- Josef Berger (1856–1865)
- Abraham Ritter von Prunkul (1865–1870)
- Josef Kreuz (1870–1871)
- Ferdinand Stark (1871–1874)
- Julius Hubrich (1874–1883)
- Adolf Koczynski (1883–1884)
- Michael Ritter von Prunkul (1884–1886)
- Albert Fuchs von Braunthal (1886–1887)
- Julius Morwitzer (1887–1891)
- Franz Ritter von Des Loges (1891–1914)
- Leo Fuchs (August–November 1914)
- Leon Rothkopf (1945–1946)

## Organizzazioni
L'organizzazione rappresentativa dei tedeschi della Bucovina e di altre minoranze tedesche in Romania è la DFDR (lingua tedesca: Demokratisches Forum der Deutschen in Rumänien).
Dopo la seconda guerra mondiale, i tedeschi della Bucovina fondarono il Landsmannschaft der Buchenlanddeutschen Bundesrepublik Deutschland.